# 陳潔如
陈洁如（1906年8月26日—1971年1月21日），幼名陈凤，又名陈璐，上海人，祖籍寧波，美国哥伦比亚大学教育硕士，是中国国民党总裁蔣中正的前妻之一。中华人民共和国成立后，曾任上海市卢湾区政协委员，晚年移居香港。

## 簡介
陳潔如祖籍宁波镇海，出生于上海，家境宽裕，她的父亲陈学方是经营纸业的商人，母亲是苏州人。
在12岁的时候进入蔡元培创办的上海爱国女子中学就读，在那里与巨商张静江的几个女儿成为好友，并经常去张家做客。1919年时，陈洁如在张家做客时，偶然见到了来访的孫文和蔣介石，蒋对她一见锺情，并展开热烈追求，陈洁如不知所措，但后来对蔣逐渐有了好感。陈洁如的母亲在请人调查后却发现蔣中正已经有一妻一妾，并且没有正当的职业，于是拒绝了蔣的求婚。蔣介石则透过张静江和孫文的关系，继续向陈母表示有意明媒正娶陈洁如，并最终得到陈母的首肯。蔣向陈洁如声称自己已经与原配及侍妾脱离关系，并许诺“你将是我独一无二的合法妻子”。
陈洁如声称1921年12月5日与蔣中正结婚，但蔣於1927年9月27日接受《纽约时报》采访时称陈只是妾。1921年，在上海，蔣經國受到蔣中正下屬陳果夫照顧，蔣中正側室陳潔如也一同前往上海，並成為蔣經國繼母。陈曾提出结婚证上的字样，但没有给出影印本。陈洁如回忆录中的照片也没有和婚礼有关的。蔣中正1921-1922年的日记多次晚上提到去陈洁如处，但没有说起结婚。1927年9月28、29、30日，在上海《申報》，連續三天刊登了題為「蔣中正啟事」的單身聲明，稱：「毛氏髮妻，早經仳離；姚陳二妾，本無契約。」
國民革命軍北伐，蔣中正攻克南昌之后，鲍罗廷、邓演达等人控制武漢國民政府，欲剥夺蔣中正的权力。蔣中正为继续北伐而急于得到上海银行团的支持，极有影响的宋氏家族为此开出的条件是蔣中正需与宋美龄结婚，并任命宋子文为财政部长。蔣中正遂请求陈洁如暂时离开中國5年，待北伐成功，中国統一之後即刻接她回來。1927年8月陈洁如离开上海前往美国，1933年返回上海。留美5年多，并从哥伦比亚大学教育学院获得硕士学位。 1933年，陈洁如回到上海。养女陳瑤光，在蒋陈离异后改从母姓，与陈洁如生活在一起。1949年國民黨败退台湾，陈洁如在与共產黨有联系的女婿陆久之的帮助下，决意留在上海，被邀为上海市卢湾区政协委员。
1961年陈洁如离开上海，定居香港，改名“陈璐”，住在铜锣湾百德新街。小时曾得其照料的蔣經國出面为她在港购买了住房，并给予了经济上的帮助（蒋氏通过戴季陶之子戴安国，每月接济她500美元）。1962年，蔣中正曾托人给她带信，信中说“曩昔风雨同舟的日子裡，所受照拂，未曾须臾去怀……”。陈洁如后来有一信给蒋，其中有：“三十多年来，我的委屈唯君知之”等语。
陳潔如在香港期间撰寫了回忆录《陈洁如回忆录》，详述了她与蔣中正的爱情悲剧。国民党为阻止其出版，使某出版商将书稿高价买下。这本书直至蒋氏父子去世后才得以出版。后来公开发表的回忆录，係用英文寫成，是李荫生、李时敏两兄弟与陈洁如共同完成的。陈洁如提供口述、日记和中文的自传手稿，李荫生主要执笔，李时敏负责编制人名与地名的注释表。
唐德剛稱，周恩來以共產黨員身分「跨黨」加入國民黨時，入黨介紹人是蔣介石，周恩來一直尊稱陳潔如為「蔣師母」:11。

## 逝世
1971年1月21日陳潔如在香港去世。
2002年秋，陈瑶光迁徙母亲的棂榇安葬在上海福寿园。

## 著述
- 《陳潔如回憶錄》